# Phím Page Up và Page Down

Các phím Page Up và Page Down trong số các phím khác

Phím Page Up và Page Down (đôi khi được viết tắt là PgUp và PgDn) là hai phím thường thấy trên bàn phím máy tính.
Hai phím chủ yếu được sử dụng để cuộn lên hoặc xuống trong tài liệu, nhưng khoảng cách cuộn khác nhau giữa các ứng dụng khác nhau. Ví dụ, trong trình xử lý văn bản, chúng có thể nhảy qua một trang vật lý được mô phỏng hoặc bằng chế độ xem màn hình có thể chỉ hiển thị một phần của một trang hoặc nhiều trang cùng một lúc tùy thuộc vào hệ số thu phóng. Trong trường hợp khi tài liệu ngắn hơn một màn hình, Page Up và Page Down thường không có hiệu ứng rõ ràng nào cả.
Các hệ điều hành khác nhau về việc các phím (được nhấn mà không cần sửa đổi) chỉ di chuyển chế độ xem - ví dụ như trong Mac OS X - hoặc cũng là dấu mũ đầu vào - ví dụ như trong Microsoft Windows. Trong cài đặt từ phải sang trái, PgUp sẽ di chuyển lên hoặc xuống (thay vì trái) và PgDn sẽ di chuyển xuống hoặc sang trái (thay vì phải). Các phím đã được đặt tên là previous page và next page  tương ứng.
Các phím mũi tên và con lăn chuột cũng có thể được sử dụng để cuộn tài liệu, mặc dù thường là khoảng cách gia tăng nhỏ hơn. Được sử dụng cùng với một phím bổ trợ, chẳng hạn như Alt, ⌥ Opt, ^Ctrl hoặc một tổ hợp của chúng, chúng có thể hoạt động giống như các phím PageUp/Down.
Trong hầu hết các hệ điều hành, nếu phím Page Up hoặc Page Down được nhấn cùng với ⇧ Shift trong văn bản có thể chỉnh sửa, tất cả văn bản được cuộn qua sẽ được tô sáng.
Trong một số ứng dụng, các phím Page Up và Page Down hoạt động khác nhau trong điều hướng caret (được bật với phím chức năng F7 trong Windows). Đối với yêu cầu bồi thường 30%  , các phím phân trang di chuyển văn bản theo hướng ngược lại với những gì chúng thấy tự nhiên, và phần mềm có thể chứa các cài đặt để đảo ngược hoạt động của các phím này để phù hợp với điều đó.
Vào tháng 8 năm 2008, Microsoft đã nhận được bằng sáng chế # 7.415.666 cho các chức năng của hai phím - Page Up & Page Down.